# Orquestra dos Concertos RTÉ
A Orquestra dos Concertos RTÉ,  também conhecida como Orquestra Sinfônica da RTÉ, é a principal orquestra sinfônica da Irlanda. O atual maestro chefe da orquestra é David Brophy.[carece de fontes?]

## História
Foi fundada em 1948 e é composta por músicos talentosos que se apresentam regularmente em concertos e eventos especiais. A orquestra realiza uma ampla variedade de repertório, desde clássicos tradicionais até obras contemporâneas, e colabora com renomados maestros e solistas internacionais. O período de 2003-2006 deu ênfase especial ao repertório clássico do então regente principal da orquestra, Laurent Wagner. Neste período, a orquestra programou concertos de temas clássicos comparados com o lado "mais leve" que dominou sob o seu principal regente anterior [Proinnsias O'Duinn]] de 1978 a 2003, levando à colaboração com compositores como Des Keogh , apresentador do popular programa de rádio Music for Middlebrows.